# Дубінгяйський замок
Дубінгяйський замок — замок-резиденція у м. Дубінгяй (Молетський район, Литва).
Перший мурований замок побудував Вітовт, великолитовський князь, у 1412–1413 роках на острові (зараз півострові) озера Асвея, щоб захистити столицю Вільно він нападів з Лівонії. Не збереглося жодних згадок про архітектуру замку Вітовта. До 1508 року замок уже був у власності Єжи Радзивілла. Він побудував новий палац у стилі Ренесансу у першій половині XVI століття. Після смерті Єжи його син Микола «Рудий» успадкував власність, і місто поблизу стало важливим центром Реформації у Литві. Барбара Радзивілл провела у замку п'ять місяців після свого одруження із Сигізмундом Августом у 1547 році. Палац був однією з найрозкішніших резиденцій князівства, не набагато поступаючись Королівському палацу. Дубінгяйський замок був головною резиденцією Біржайсько-Дубінгяйської лінії родини Радзивіллів до другої половини XVII століття, коли вона перемістилася до Біржайського замку.
Під час польсько-шведських воєн замок був розграбований арміями, лояльними до короля Польщі, і конфіскований у Богуслава Радзивілла. Його повернули родині у другій половині XVII ст. Занедбаний замок і церква фактично були у руїнах. Його було продано Міхалу Тишкевичу у 1808 році. Сьогодні збереглися і досліджуються лише фундаменти і кілька підвалів замку.
Мурована кальвіністська Церква Святого духа була побудована у стилі Відродження поруч із замком Янушем Радзивіллом до 1620 року як усипальниця родини Радзивіллів. Там були поховані найбільш визначні члени родини: Миколай Радзивілл «Чорний» (1565) та його дружина Ельжбєта Шидловецька (1562), Миколай Радзивілл «Рудий» (1584) та Януш Радзивілл (1620). Їхні останки було знайдено під час археологічних розкопок у 2004 році і перепоховано там 5 вересня 2009.

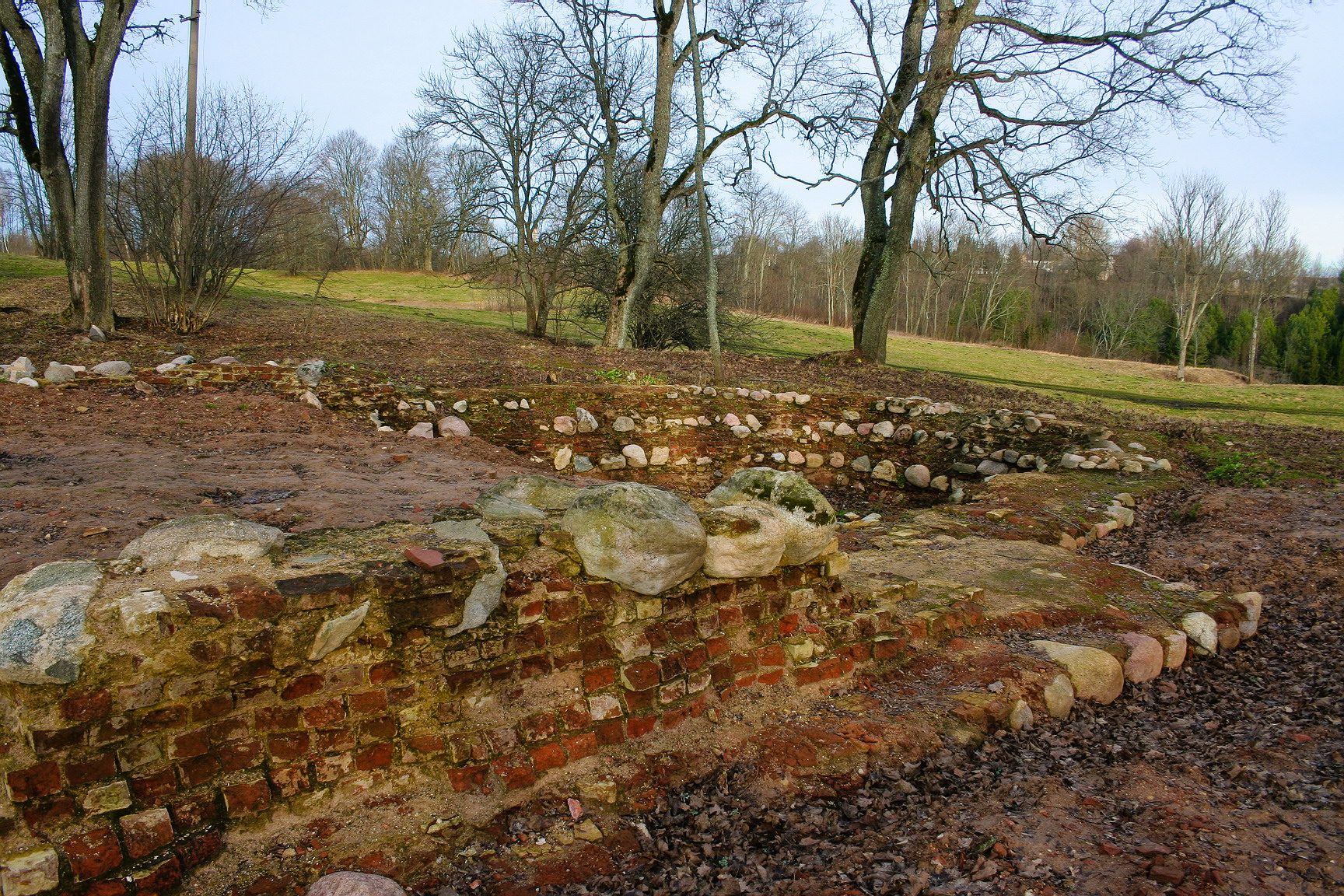
Залишки церкви після розкопок
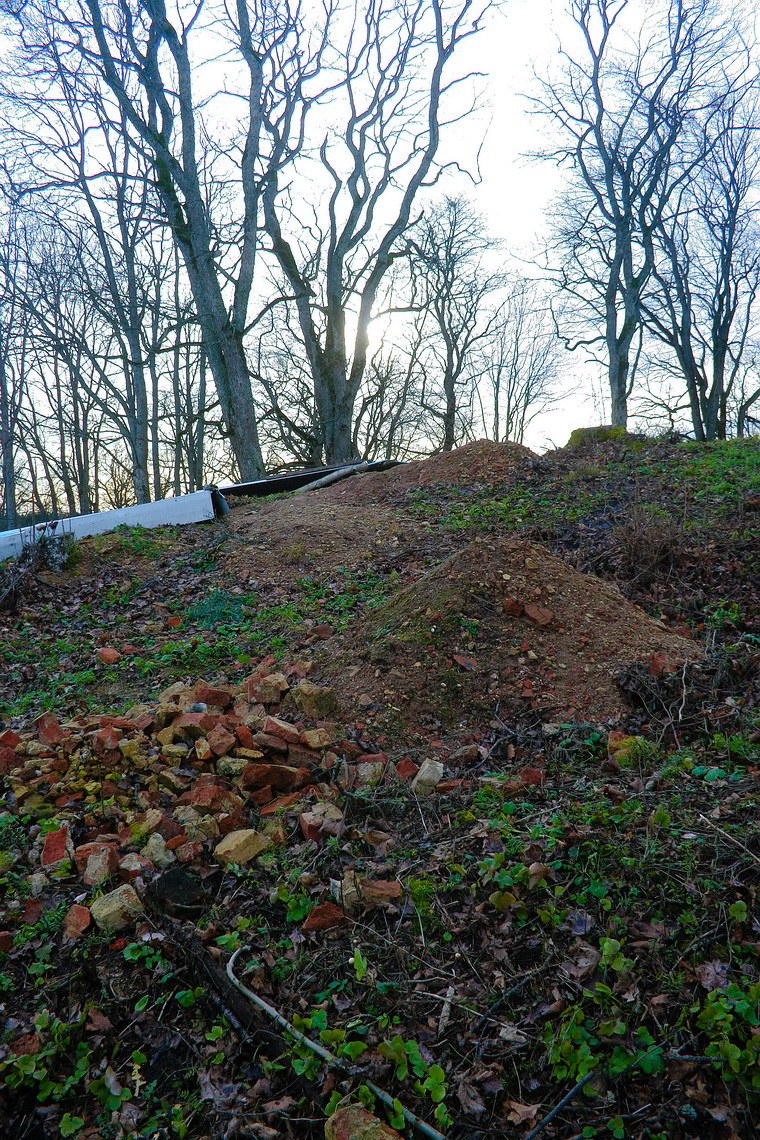
Розкопки місця замку у 2007
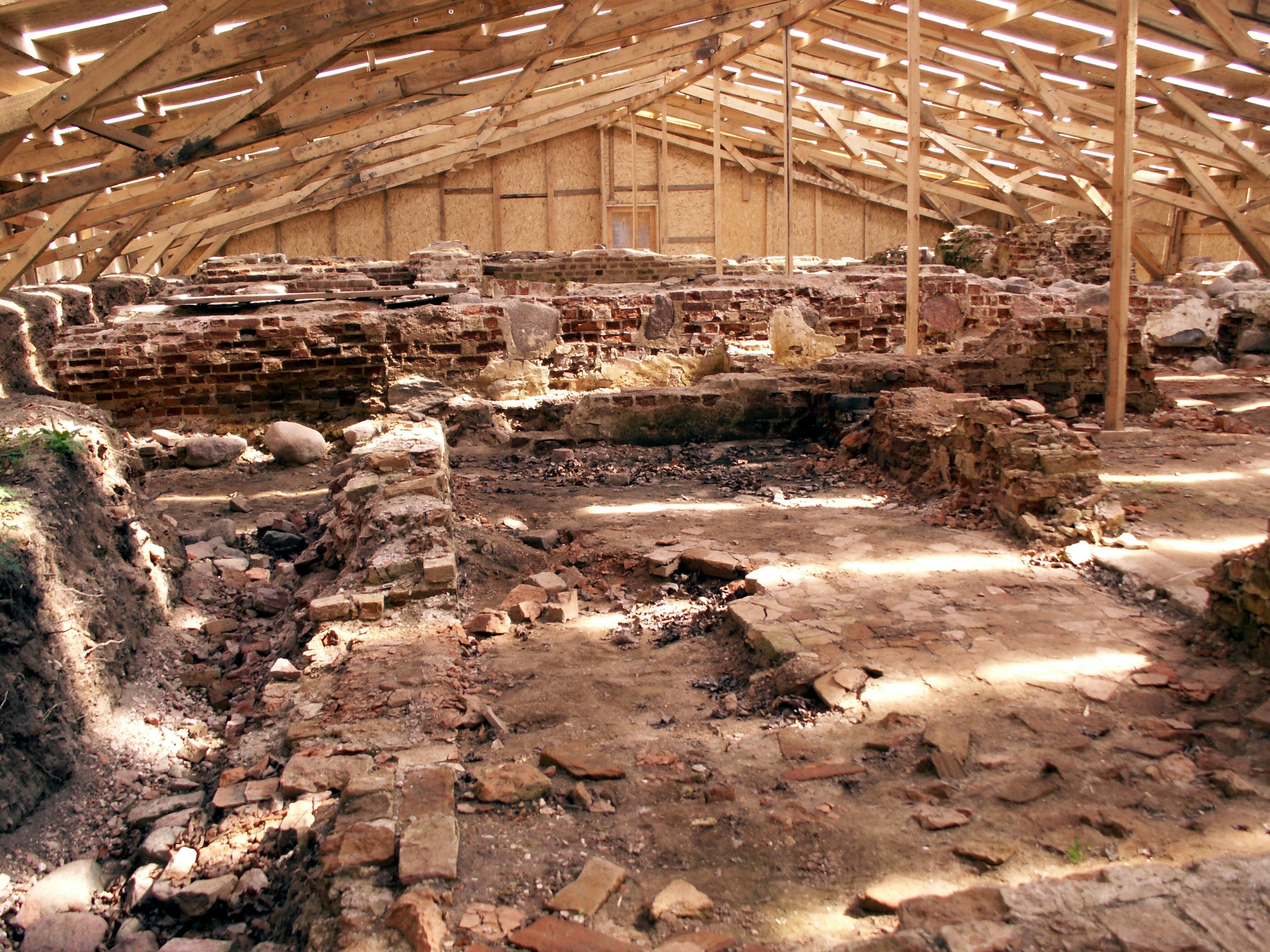
Розкопані фундаменти замку у 2009
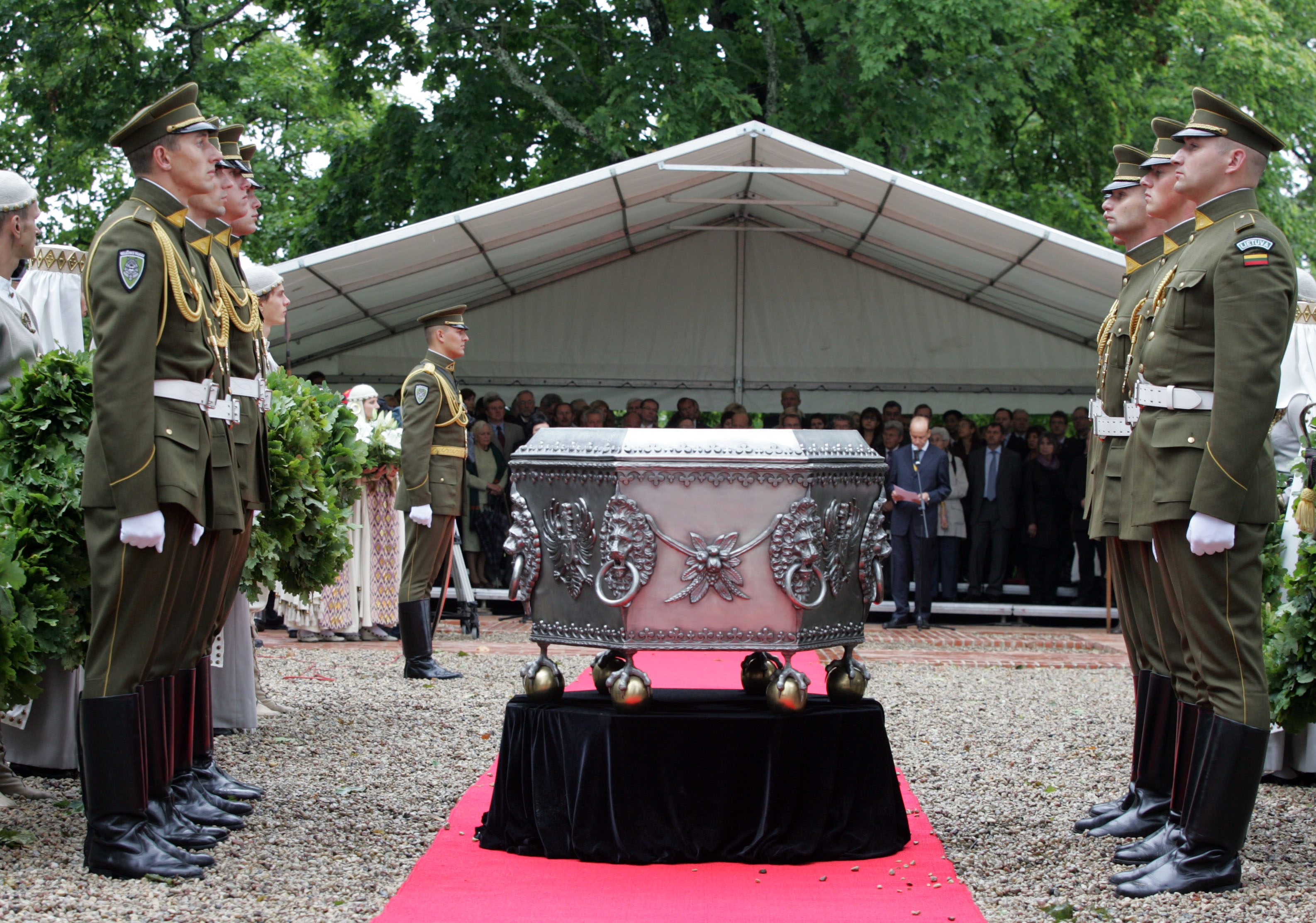
Церемонія перепоховання Радзивіллів у 2009